# Austria Trend Hotel Ljubljana
Austria Trend Hotel Ljubljana je hotel, ki deluje v sklopu korporacije Austria Trend Hotels & Resorts in se nahaja v Bežigradu. 

## Zanimivosti
Od 15. oktobra 2010 do 11. julija 2011 je v prostorih hotela delovalo tudi Veleposlaništvo Islamske republike Iran v Ljubljani.